# Andrea Zink
Andrea Zink (* 1959) ist eine deutsche Slawistin.

## Leben
Andrea Zink studierte von 1981 bis 1988 Slawische Philologie, Philosophie, Ost- und Südosteuropäischen Geschichte an der LMU München und FU Berlin. Es folgte 1997 die Promotion zur Doktorin der Philosophie an der Universität Basel mit der Dissertation „Andrej Belyjs Rezeption der Philosophie Kants, Nietzsches und der Neukantianer“. 2006 erfolgte die Habilitation an der Universität Basel (Venia docendi für Slawische Literaturwissenschaft) mit der Schrift „Wie aus Bauern Russen wurden. Die Konstruktion des Volkes in der Literatur des Russischen Realismus 1860–1880“. Nach Gastprofessuren an den Universitäten Innsbruck und Bern wurde Zink 2011 zur Universitätsprofessorin für Slawische Literatur- und Kulturwissenschaft mit dem Schwerpunkt Russland an der Universität Innsbruck ernannt. 2013–2017 sowie 2019–2023 war sie Institutsleiterin. Es folgten Forschungsaufenthalte an der Harvard-Universität in Cambridge und an der University of Bristol.

## Forschungsschwerpunkte
Ihre Forschungsschwerpunkte sind slawische (russische, bosnisch-kroatisch-serbische) Literaturen und Kulturen, Literatur- und Kulturtheorie, Gender Studies. Ihre Epochenschwerpunkte sind Realismus des 19. Jahrhunderts und 20. Jahrhunderts, Symbolismus und Avantgarde, ausgewählte Themen und Genres der Gegenwartsliteratur (u. a. russischer Kriminalroman, Kriegsbewältigung in der post-jugoslawischen Literatur) und ihre inhaltlichen Schwerpunkte sind Nationsbildung und Nationszerfall, Raumkonstruktionen, Anti-Ökonomien in der russischen Literatur, Interferenz von Literatur und Philosophie sowie Literatur und Geschichte.

## Schriften (Auswahl)
- Andrej Belyjs Rezeption der Philosophie Kants, Nietzsches und der Neukantianer. München 1998, ISBN 3-87690-714-4.
- Wie aus Bauern Russen wurden. Die Konstruktion des Volkes in der Literatur des Russischen Realismus 1860-1880. Zürich 2009, ISBN 978-3-290-22002-0.
- mit Thomas Grob und Boris Previšić (Hrsg.): Erzählte Mobilität im östlichen Europa. (Post-)Imperiale Räume zwischen Erfahrung und Imagination. Tübingen 2014, ISBN 978-3-7720-8484-3.
- mit Sonja Koroliov (Hrsg.): Muße – Faulheit – Nichts-Tun. Fehlende und fehlschlagende Handlungen in der russischen und europäischen Literatur seit der Aufklärung. Frankfurt am Main 2017, ISBN 3-631-74077-8.